# Ciampino
Ciampino település Olaszországban, Lazio régióban, Róma megyében. Lakosainak száma 38 595 fő (2023. január 1.). Ciampino Grottaferrata, Marino és Róma községekkel határos.
Leginkább arról ismert, hogy itt található a Rómát kiszolgáló egyik repülőtér, a Róma-Ciampino nemzetközi repülőtér.
A városnak óriási fejlődést az 1960-as években a gazdasági fejlődés adott, ami miatt számos római lakos kiköltözött a városban és agglomerációs településsé vált Ciampino. Az 1970-es és 1980-as évek alatt a lakosság megháromszorozódott. 